# Short Gurnard
Short Gurnard là một mẫu máy bay tiêm kích hải quân hai tầng cánh của Anh, được chế tạo năm 1929.

## Tính năng kỹ chiến thuật (Gurnard I, bản trên bộ)
Dữ liệu lấy từ Barnes & James 1989, tr. 216
Đặc tính tổng quát
- Chiều dài: 28 ft 7 in (8,71 m)
- Sải cánh: 37 ft 0 in (11,28 m)
- Diện tích cánh: 429 foot vuông (39,9 m2)
- Trọng lượng rỗng: 3.086 lb (1.400 kg)
- Trọng lượng có tải: 4.785 lb (2.170 kg)
- Động cơ: 1 × Bristol Jupiter X kiểu động cơ piston 9 xy-lanh, 525 hp (391 kW)

Hiệu suất bay
- Vận tốc cực đại: 160 mph (257 km/h; 139 kn)
- Thời gian bay: 3,5 h

Vũ khí trang bị

- Súng: 1× Súng máy Vickers.303 in (7,7 mm) và 1× Súng máy Lewis 0.303 in (7,7 mm)